# Shannonomyia orophila
Shannonomyia orophila är en tvåvingeart som först beskrevs av Alexander 1913.  Shannonomyia orophila ingår i släktet Shannonomyia och familjen småharkrankar.
Artens utbredningsområde är Colombia. Inga underarter finns listade i Catalogue of Life.